# 赫萊瓦哈
赫萊瓦哈是烏克蘭北部基輔州法斯蒂夫區赫萊瓦哈市鎮内的市級鎮及其行政中心。始建於十五世紀，面積9.61平方公里，海拔高度185米，2021年估計人口有8,742人。